# Fontaine de Tomares
 (mai 2025).
La fontaine de Tomares était une source d'eaux qui surgissait à l'endroit où se trouve aujourd'hui le coin sud-est de la place de la Mairie de Tomares (Séville), et qui était l'origine du ruisseau de la Fontaine qui aboutissait dans la rivière Guadalquivir à la hauteur de San Juan de Aznalfarache. Ses restes se trouvent à une cote inférieure à celle de la place, ce qui fait que son accès requérait quelques marches.

## Espace géographique

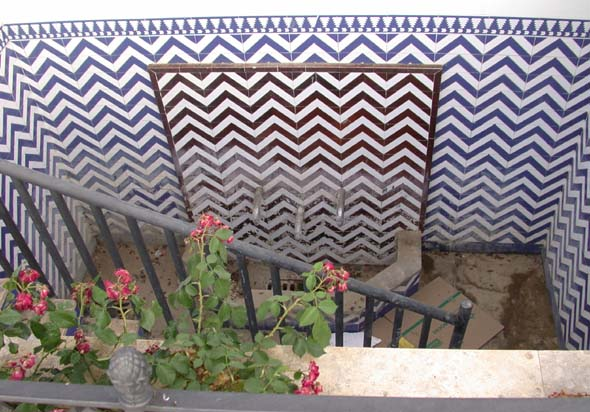
Intérieur de la source de Tomares.

Le territoire communal de Tomares est riche en eaux souterraines qui surgissent avec facilité à la surface, en formant, comme dans le cas de la zone de la Cañada de Morales, des lagunes naturelles que les locaux dénomment “pozas” et qui ont été utilisées pour l'exploitation agricole depuis le paléolitique.
Dans le cas de la source de Tomares, ces eaux souterraines se trouvaient canalisées par un réseau de galeries ou mines d'eau bâties artificiellement à une époque incertaine, qui n'ont pas été étudiées par les archéologues.
La galerie principale passait sous la hacienda de Navarro, l'église parroissiale et la hacienda del Conde (actuelle Mairie) et arrivait jusqu'au lieu de son emplacement historique.

## Histoire

### Hypothèse sur le miracle d'Osset

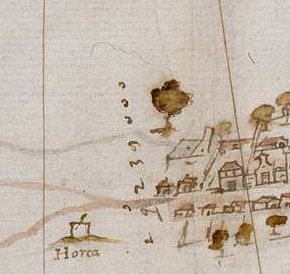
Image de la source de la fontaine de Tomares sur la carte d'Obando de 1628. A cette époque la source surgissait dans la hacienda Santa Ana (El Conde)

L'écrivain romain Pline mentionne qu'Osset était une ville qui se trouvait dans un lieu indéterminé sur la rive droite de la rivière Betis, une fois passée Híspalis, avant d'arriver à la commune actuelle de Gelves, et sur l'emplacement duquel les historiens ne se mettent pas d'accord, faisant référence à des identifications parfois très diverses.
L'opinion la plus répandue autrefois était qu'elle correspondait à la colline de Chavoya, terrain actuellement dénaturalisé après la construction des installations de Chaîne Sud Télévision et de l'hôtel Alcora, sur la commune de San Juan de Aznalfarache. Déjà pendant la Renaissance, l'érudit Rodrigo Caro, en se basant sur quelques ruines ayant des caractéristiques constructives similaires à celles de Itálica et complètement différentes de la muraille de Aznalfarache qui est d'origine arabe, penchait pour cette théorie.
Pourtant, la plupart des historiens s'accordent aujourd'hui pour la situer sur la colline des Sacrés Cœurs (José Luis Escacena Carrasco), ou en des lieux proches de cette commune, comme c'est le cas d'Antonio Tovar.
L'emplacement sur la colline des Sacrés Cœurs se heurte au fait de son absolu manque d'eau dans le sous-sol qui a empêché un peuplement urbain continu tout au long de l'histoire, sauf le couvent des moines du Troisième Ordre de Pénitence de San Francisco qui s'y est élevé à partir de 1400 et qui la suppléait par des citernes pour profiter de l'eau de pluie. «Très incommodé par le manque d'eau dont on souffrait», dit José de Vallés en 1792.
Ce fait se renforce si nous nous référons aux œuvres de certains auteurs ecclésiastiques qui nient catégoriquement qu'Osset se trouvât à cet emplacement. D'autre part, dans les annales de Marco Maximo, il est écrit que San Gregorio de Osset est mort dans cette ville, près des Eaux Dures, qui évidemment n'existent pas sur cette colline, et Grégoire de Tours, contemporain des faits qu'il raconte, décrit le miracle de la source de l'église d'Osset ainsi : une fois terminés les offices du Jeudi saint par l'évêque (supposément celui de Hispalis) et avec les fonts baptismaux vides, la porte de l'église était scellée et on ne l'ouvrait pas jusqu'au Samedi saint; or en entrant dans le village ce jour-là, on trouvait le bassin baptismal plein à ras bord et après la bénédiction de l'eau, les gens du village l'emportaient chez eux et allaient jusqu'à en arroser les champs. Lorsqu'on touchait le premier baptisé, l'eau du bassin revenait à son niveau naturel jusqu'à l'année suivante.
Le fait que la galerie de l'eau de la source de Tomares passât sous le sol de différents bâtiments historiques, parmi lesquels l'actuelle église paroissiale, la faible distance au lieu que signalent les archéologues du supposé emplacement d'Osset et les récentes trouvailles archéologiques romaines dans la localité suggèrent l'hypothèse que l'église dans laquelle se serait produit tel miracle se situât à Tomares.

### Séville et l'eau de Tomares
L'eau de l'inépuisable source de Tomares a eu tout au long de l'histoire une renommée de grande qualité et bon goût, spécialement pour les habitants de la proche ville de Séville qui manquait de sources naturelles et qui, jusqu'à la fin du XIXe siècle, dépendait pour son ravitaillement de l'eau des sources d'Alcalá de Guadaira qui était canalisée à travers les Caños de Carmona, qui n'étaient pas en très bon état, d'après les opinions de l'époque.
Le cas de la banlieue de Triana était encore plus grave puisque celle-ci ne comptait pour son approvisionnement que sur l'eau de la rivière et des puits que celle-ci alimentait.
Pour cette raison, depuis des temps immémoriaux le trafic des mules et des ânes chargés du précieux liquide fut constant, sur le court chemin qui unissait les deux communes ; et une fois arrivés à la capitale les vendeurs d'eau faisaient du porte à porte ou approvisionnaient les caves et les buvettes qui abondaient dans la ville.
Certains d'entre eux ont obtenu une renommée littéraire, comme le “Poste d'Eau” qui se trouvait là où est aujourd'hui le Paseo de Colón, sur le terrain situé au coin de la rue Reyes Católicos, à l'endroit du bâtiment connu comme les Entrepôts du Roi.

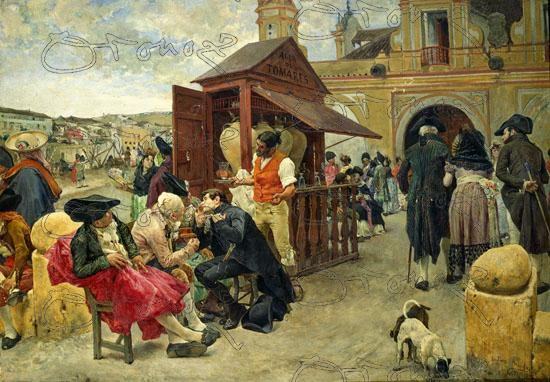
"Le vendeur d'eau et les murmurants" José Jiménez Aranda. 1878

Selon Manuel Chaves Rey dans son oeuvre “Páginas Sevillanas” (Imp. Et. Rasco. Séville. 1894, pag. 286), l'établissement était formé d'une grande étagère, un comptoir et plusieurs bancs de bois, et des petites tables étaient placées judicieusement. Sur l'étagère se trouvaient quatre grandes jarres de terre, une estampe religieuse et quelques pots de basilic odorant, qui en été présentaient un aspect plaisant. Sur le comptoir, des verres en verre propres, alignés, conviaient les passants à épancher leur soif, et à côté il y avait la corbeille d'alvéoles, les bouteilles de sirop pour les rafraîchissements, les boîtes de pâtes d'amandes, et autres objets divers destinés au public. Tout en haut de l'étagère, en gros caractères, il y avait un écriteau où on pouvait lire ces mots: “Poste d'eau de Tomares”; et la renommée de ce poste attirait les gens, le lieu se convertissant en casino et en un centre où se réunissaient beaucoup de personnes parmi les plus connues à Séville à la fin du XVIIIe siècle .
Sur la terrasse se formaient des réunions amicales auxquelles assistaient des personnages importants de ce temps tels que Francisco de Bruna y Ahumada, Oidor, doyen de la Royale Audience de Séville et membre des Conseils du Trésor et de Castille, le poète Manuel María de Arjona ou le célèbre moine capucin de l'époque fray Salvador Joaquín de Séville, père Verita.
Cet établissement était également fréquenté par le célèbre Manolito Gázquez, immortalisé par Serafín Estébanez Calderón dans son oeuvre “Scènes andalouses”, et  à une heure avancée de la nuit apparaissait par là le matador populaire Pepe-Illo avec sa cour de partisans, dont les bringues étaient réputées dans toute la ville.
Ce poste a disparu dans la deuxième décennie du XIXe siècle et fut suivi d'autres qui, sans avoir le même attrait, ont continué la vente de la célèbre eau de Tomares jusqu'à la fin de ce siècle.
Il y avait aussi de fameuses boutiques de toiles que les gitanes de Triana hissaient à la Foire de Séville pendant le XIXe siècle avec l'inscription “Eau fraîche de Tomares”

### La Maison des Eaux de Triana.
L'épidémie de choléra morbide asiatique qui a touché Séville en 1833 et ses nouveaux foyers les années suivantes ont produit des milliers de morts, qui ont affecté spécialement le quartier de Triana. Les conditions insalubres des maisons et la consommation des eaux infectées des puits et de la rivière furent les causes principales du développement de la maladie. Cette circonstance a obligé les autorités sanitaires de la ville à étudier le besoin de doter cette banlieue d'un ravitaillement d'eaux avec des garanties de salubrité. C'est le maire de la ville José Joaquín de Lesaca en 1844 qui le premier s'est proposé de réaliser l'amenée de l'eau depuis la source de Tomares.
Toutefois les difficultés budgétaires de la Mairie ont empêché que la gestion de l'approvisionnement se réalisât avec des capitaux publics.
Un industriel privé, Juan de Dios Govantes y Valdivia, qui avait une fonderie de plomb à Tomares inaugurée en 1838, fut celui qui s'attribua les travaux, dirigés par l'architecte municipal Balbino Marron.
La maison des eaux, située dans l'actuelle rue Betis dans un local qui occupait les actuels numéros 4 et 6, fut inaugurée le 16 septembre 1851. La conduite faisait 5.200 verges (4.350 mètres) de tuyaux de plomb de quatre pouces de diamètre (93 millimètres) et l'eau était stockée dans ce local en deux dépôts de 1.750 arrobes (28.000 litres) chacun, qui mettaient 10 heures à se remplir. Devant les dépôts il y avait une galerie qui contenait vingt-deux robinets, dont l'un débouchait dans l'arc de la façade pour que les pauvres pussent boire gratuitement ; et il y avait enfin un creux où se déversait le surplus pour les chiens. Tous les murs étaient recouverts d'azulejos de Valence. Le fonctionnement de la maison des eaux eut une vie éphémère, puisqu'en 1885 la Seville Waterworks Company Limited, à laquelle fut accordée la concession de la fourniture de l'eau pour tout Séville, obtint l'autorisation de la Mairie pour approvisionner Triana au moyen d'une tuyauterie provisoire le long du pont d'Isabelle II, qui devint définitive après que fût bâtie la passerelle de l'eau en 1898.

## La source de Tomares dans la littérature et les arts.

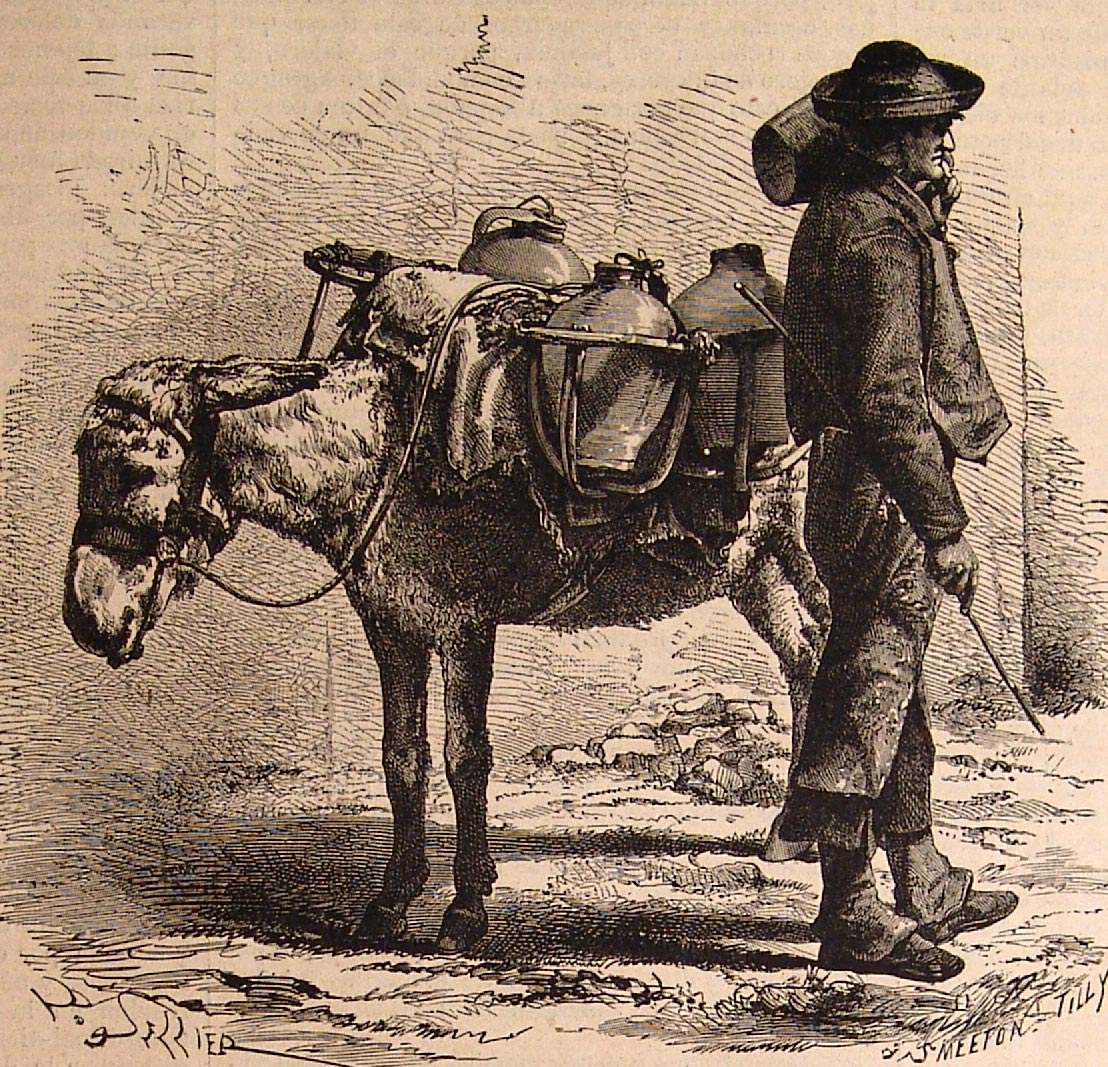

L'extraordinaire popularité qu'avaient à Séville les eaux originaires de la source de Tomares rendrait interminable une relation des citations et références littéraires. En voici quelques-unes:
- Juan del Mal Lara, “Recebimiento qve hizo la mvy noble y muy leal ciudad de Seuilla / a la C. R. M. del rey D. Philipe, N. S."  De 1570
- Angel de Saavedra, Duc de Rivas dans l'oeuvre de théâtre "Don Álvaro o la fuerza del sino". 1839
- José Fernández-Espino, "La Source de Tomares" 1859. Poème basé sur une légende populaire conservée dans la localité à cette époque[6].
- Philip Hauser, Études médico-sociales de Séville. 1882
- Manuel Fernández et González, "Diego Corrientes" 1866-1867

## La Source de Tomares actuellement.

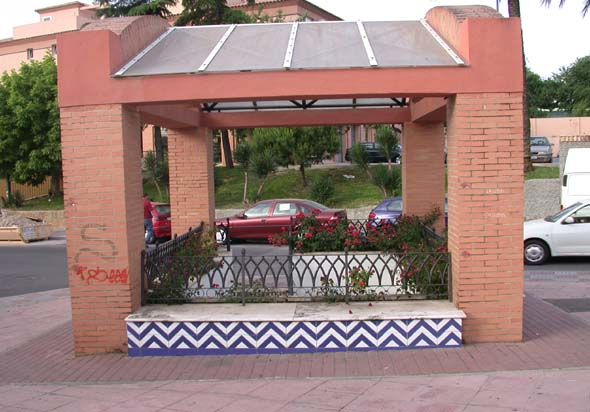
Extérieur de la source de Tomares

Les travaux publics réalisés ces dernières décennies dans la localité ont provoqué la perte d'installations historiques du village, telles que cette source publique. La méconnaissance des traditions et l'ignorance des coutumes et du patrimoine historique matériel et immatériel d'une grande partie de la population qui n'est pas née dans le village en sont la cause.